# Edward Hogan
Edward Hogan (Derby, Inglaterra 1980) es un novelista británico.
Fue educado en la Universidad de East Anglia (MA Escritura Creativa, 2004). Ganó el Premio Elliott Desmond 2009 por su primera novela, Blackmoor. Blackmoor también fue preseleccionadas para el Premio Thomas Dylan 2008. The Hunger Traza fue finalista del Premio 2012 Encore. Horario de verano fue finalista 2013 del Premio Branford Boase Award.

## Premios
- 2009 Premio Desmond Elliott,  Blackmoor